# Женская сборная Кыргызстана по волейболу
Женская национальная сборная Кыргызстана по волейболу (кирг. Кыргызстан аялдардын волейбол курама командасы) — представляет Кыргызстан на международных волейбольных соревнованиях. Управляющей организацией выступает Федерация волейбола Кыргызской Республики.

## История
Волейбол в Киргизии появился в начале 1930-х годов. С 1948 различные женские команды республики (фрунзенские «Алга», «Буревестник», «Геодезист», «Большевик» из Пржевальска, сборная Киргизской ССР) принимали участие в чемпионатах СССР, причём регулярно лишь с 1961 года. Высоких результатов волейболисткам Киргизии добиться не удалось. Женская сборная Киргизской ССР неизменно была среди участников волейбольных турниров Спартакиад народов СССР, в 1956 показав свой лучший результат — 9-е место. В остальных спартакиадных турнирах киргизские волейболистки занимали места во втором десятке команд.
После получения Кыргызстаном независимости федерация волейбола страны в 1992 году вступила в ФИВБ и АКВ.
Впервые на официальную международную арену женская сборная Кыргызстана вышла лишь в мае 2017 года, приняв участие в Исламских играх солидарности, проходивших в столице Азербайджана Баку. Первый же матч против хозяек турнира — сборной Азербайджана — завершился разгромом дебютанток в трёх партиях, причём ни в одном из сетов киргизские волейболистки не смогли набрать более 8 очков, а вторая партия матча была проиграна и вовсе со счётом 3:25. Затем команда Кыргызстана уступила сборной Турции 0:3, после чего одержала свою первую победу в четырёх сетах на командой Таджикистана. В полуфинале Кыргызстан вновь уступил турчанкам, а в матче за «бронзу» не оставил шансов таджикским волейболисткам, уверенно переиграв их 3:0.

## Результаты выступлений

### Исламские игры солидарности
- 3-е место — 2017.
- 2017: Наиля Алиева, Айдан Абдыкадыр-кызы, Мадина Мирлан-кызы, Алтынай Самат-кызы, Анастасия Еволенко, Анастасия Ильтнер, Алия Шумкарбекова, Марина Гришаева, Айдай Кадырова, Юлиана Морозова. Тренер — Абдухамид Айсаходжаев.

### Чемпионат CAZA[1]
- 2019 —  3-е место
- 2021 — 7-е место
- 2023 — 6-е место

### Кубок вызова CAZA
- 2024 — 1-е место

## Состав
Сборная Кыргызстана в Кубке CAVA 2023.
| №  | Имя, фамилия         | Год рождения | Рост | Амплуа      | Клуб                |
| -- | -------------------- | ------------ | ---- | ----------- | ------------------- |
| 2  | Алина Гаркушина      | 1999         | 175  | нападающая  | «Салам-Алик» Бишкек |
| 6  | Айдай Кадырова       | 1991         | 180  | центральная | «Салам-Алик» Бишкек |
| 7  | Огулай Кудайкулова   | 2002         | 175  | нападающая  | «Улар» Бишкек       |
| 10 | Нурселя Чоробаева    | 2002         | 180  | нападающая  | «Дордой» Бишкек     |
| 11 | Роза Расулбек-кызы   | 2005         | 184  | нападающая  | Кыргызстан          |
| 13 | Алёна Шелеметьева    | 1998         | 170  | связующая   | «Дордой» Бишкек     |
| 14 | Анастасия Горлова    | 2000         | 184  | центральная | «Дордой» Бишкек     |
| 16 | Камила Кумарбекова   | 2004         | 182  | центральная | «Салам-Алик» Бишкек |
| 18 | Айтурган Айтбекова   | 2006         | 184  | нападающая  | «Салам-Алик» Бишкек |
|    | Диана Искакова       |              |      | связующая   | Кыргызстан          |
|    | Адина Маматжан-кызы  |              |      | нападающая  | «ОшГУ» Ош           |
|    | Гулум Жумалиева      |              |      | либеро      | Кыргызстан          |
|    | Айымкан Омурбек-кызы |              |      | либеро      | Кыргызстан          |
|    | Наргиза Акматова     |              |      | нападающая  | Кыргызстан          |

- Главный тренер — Абдухамид Айсаходжаев.
- Тренер — Кылыч Сарбагышев.